# Ivan V. Paleolog
Ivan V. Paleolog (starogrč. Ἰωάννης Παλαıολόγος) (Didimóteihon, Trakija, 18. lipnja 1332. – Carigrad, 16. veljače 1391.), bizantski car od 1341. godine do smrti, uz prekide. Njegovu je vladavinu obilježilo propadanje središnje vlasti i opće slabljenje Bizanta, koji je bio razdiran unutrašnjim građanskim ratovima, vjerskim sukobima i ugrožen prodorom Turaka na područje Balkana.

## Životopis

### Prva vladavina i građanski rat
U trenutku smrti cara Andronika III., 15. lipnja 1341. godine, njegovu sinu Ivanu bilo je tek devet godina. Regentstvo je preuzeo bliski prijatelj njegova oca i rukovoditelj države još za njegova života, veliki domestik Ivan Kantakuzen. Međutim, takav razvoj političke situacije nije odgovarao krugovima oko carice majke Ane Savojske i patrijarha Ivana Kaleke pa su izvršili državni udar u trenutku Kantakuzenove odsutnosti iz Carigrada i proglasili ga uzurpatorom i izdajnikom, što je dovelo do rasplamsavanja građanskog rata u Bizantu. Sukob je dodatno oslabio Carstvo i onemogućio stabilizaciju središnje vlasti i njeno širenje na dijelove grčkog teritorija koji tada nisu priznavali autoritet bizantskog cara, poput Trapezuntskog Carstva i Epirske Despotovine.
Dana 26. listopada 1341. godine Ivan Kantakuzen se dao proglasiti bizantskim carem u gradu Didimotihu, što je izazvalo dinastički sukob između Paleologa i Kantakuzena. Sredinom 1342. godine Ivan Kantakuzen morao se povući zajedno sa svojim pristašama prema Srbiji gdje je prihvatio pomoć srpskog kralja Stefana Dušana (1331. – 1355.) s kojim je sklopio savez. Tijekom 1342. i 1343. godine Kantakuzen je uspio pridobiti neka grčka područja koja su bila izvan dosega bizantske vlasti, osobito ona u Tesaliji, zbog čega je došlo do prekida suradnje sa srpskim kraljem koji nije želio da ijedna od strana u sukobu ostvari pobjedu. Zbog toga se Stefan Dušan okrenuo Ivanu V. i carigradskom regentstvu te je svoga sina i prijestolonasljednika Uroša zaručio s carevom sestrom. Nakon takvog političkog obrata, Kantakuzen je pronašao drugog saveznika, Omura, emira Ajdina, a potom se krajem 1342. godine obratio za pomoć i Turcima Osmanlijama. Uz pomoć Seldžuka, započeo je osvajanje Trakije, ali morao je prepustiti Stefanu Dušanu ostatak Makedonije.
Veliki duks Aleksije Apokauk i carica majka Ana Savojska uspjeli su uspostaviti savezništvo, ne samo sa srpskim kraljem Stefanom Dušanom, već i s bugarskim carem Ivanom Aleksandrom. Tijekom 1343. Stefan Dušan je oteo Carstvu Voden, Kastoriju i Lerin te dovršio osvajnje Albanije, s izuzetkom anžuvinskog Drača, dok je Ivan VI. Kantakuzen do ljeta 1345. osvojio cijelu Trakiju, što je bio težak udarac za Carigrad, nakon ćega se 21. svibnja 1346. godine okrunio za cara u Hadrijanopolu. Godine 1347. Ivan Kantakuzen ušao je u Carigrad i preuzeo vlast, čime je završen građanski rat koji je dokrajčio životnu snagu Bizanta. Bio je priznat za legitimnoga cara, a Ivan V. mu se pridružio u obnašanju carskih dužnosti tek 1354. godine. U međuvremenu, Ivan V. je dobio Kantakuzenovu kćer Helenu za ženu, a carev sin Matija Kantakuzen postao je njegov suvladar i nasljednik, što je dovelo do novog sukoba između dvaju dinastija.
Godine 1348. srpski car Stefan Dušan osvojio je Epir i Tesaliju, a iako je 1349. godine slomljen otpor zelotskog vođe Andrije Paleologa u Solunu i grad vraćen pod upravu Carigrada, ograman je teritorij Bizantskog Carstva pao u ruke srpskog cara koji je namjeravao na razvalinama grčkog carstva utemeljiti novo srpsko-grčko carstvo s prijestolnicom u Carigradu. Uskoro se rasplamsao novi građanski rat između Ivana V. i Ivana VI. Kantakuzena koji je rezultirao konačnim porazom Kantakuzena 1354. godine i njegovom abdikacijom. Drugi je građanski rat u potpunosti uništio ostatke ostataka Bizantskog Carstva koje je ostalo na udaru brojnih vanjskih sila i nije više imalo snage voditi samostalnu politiku. Čak ni smrt srpskog cara Dušana 1355. godine nije pomogla Carstvu koje nije uspjelo aktivno sudjelovati u povratu izgubljenih teritorija.

### Samostalna vladavina i osmansko osvajanje Balkanskog polutoka
Godine 1354. Turci su pod vodstvom Orhanovog sina Sulejmana zauzeli Galipolje što je izazvalo paničan strah u Carigradu. Tim činom Osmanlije su stekle izvanrednu bazu za daljnji osvajački pohod na europskom kontinentu. Suoćen s velikom opasnošću po opstanak Bizanta, car Ivan V. ponudio je rimskome papi Inocentu VI. crkvenu uniju u zauzvrat za pomoć zapadnoeuropskih zemalja u borbi protiv osmanske prijetnje. Oslabljeno Carstvo je u međuvremenu moglo samo nemoćno promatrati gubljenje zemalja koje su jedna po jedna padale pod osmansku vlast. Nova faza osmanskog osvajanja došla je za vladavine Murata I. (1362. – 1389.) koji nije osvajao samo grčke teritorije, već je započeo i s osvajanjem južnoslavenskih zemalja. Smrću srpskog cara Dušana raspalo se Srpsko Carstvo, a i Bugarska se nalazila u stanju rasula, tako da na Balkanu nije bilo nikoga tko se mogao oduprijeti osmanskoj navali.
Razočaran izostankom podrške iz Rima, car se okrenuo za pomoć Dušanovoj udovici i talijanskim pomorskim republikama, Veneciji i Genovi. Godine 1366. Ivan V. se obratio i ugarskom kralju Ludoviku I. Velikog (1342. – 1382.) tražeći od njega pomoć. Iako se car 1369. godine, uz velike svećanosti, preobratio na rimokatoličanstvo izostala je svaka pomoć Zapada iznurenom Carstvu. Taj pokušaj nije rezultirao nikakvim željenim rezultatima, pa je car otišao u Veneciju kako bi izmolio novčanu pomoć kojom bi oformio dodatne vojne snage.
Dana 26. rujna 1371. godine Turci su pobijedili srpsku vojsku kod Černomena na rijeci Marici, što je dovelo Bizant i balkanske zemlje u neposrednu opasnost.

### Treća vladavina i pobune Andronika IV.
Za vrijeme carevog odsustva iz Bizanta, tijekom koje je tražio pomoć na Zapadu za borbu protiv Osmanlija, došlo je do sukoba između Ivana V. i njegova sina Andronika IV. koji je odbio predati otok Tened Veneciji, jer ga je već bio obećao Genovi. U proljeće 1373. godine Andronik IV. se pobunio protiv oca i stupio u savez s osmanskim princem Saudžijem Čelebijom. Međutim, Murat I. je ugušio taj ustanak i oikrutno kaznio svog sina. Po sultanovoj zapovjedi, car Ivan V. je kaznio i Andronika IV. te njegova malog sina Ivana, ali na blaži način te je ih je lišio prava na nasljeđe carskog prijestolja, nakon čega je prijestolonasljednik postao Ivanov mlađi sin Manuel II., koji je 25. rujna okrunjen za sucara.
Zbog spora oko bizantskog otoka Teneda između Venecije i Genove, Đenovljani su pomogli utamničenom Androniku IV. (1376. – 1379.) da pobjegne u Galatu odakle je krenuo u napad na Ivana V. i Venecije. Nakon što je dobio podršku i od Turaka, Andronik je započeo opsadu Carigrada i ušao u grad nakon trideset dana te je zarobio oca i brata. Poslije nekoliko dana ustupio je otok Tened Genovi, a Turcima Galipolje koje je prije ponovno osvojio Amadeo Savojski.
Ivan V. i Manuel II. pobjegli su iz tamnice uz pomoć Mlečana i Amadea VI. te su uz pomoć Turaka vraćeni na prijestolje 1379. godine, uz uvjet da se ponovno obavežu na vojnu službu i plaćanje danka sultanu. Unatoč pobuni, Ivan V. je naposljetku priznao Andronika IV. i njegova sina za legitimne nasljednike što je maknulo Manuela II. u drugi plan i izazvalo razdor u carskoj obitelji. Prema dogovoru, ostaci Bizantskog Carstva bili su podijeljeni na niz manjih jedinica kojima su upravljali članovi carske obitelji. Carigradom je vladao Ivan V., Andronik je držao gradove na Mramornom moru, Manuel je na svoju ruku zauzeo Solun, a treći carev sin, Teodor I., vladao je Morejom.

### Pobuna Ivana VII. i četvrta vladavina
Godine 1385. Andronik IV. se opet pobunio protiv oca, ali je iste godine umro od posljedica ranjavanja u bitci. Njegove aktivnosti nastavio je njegov sin, Ivan VII. Godine 1390. Ivan VII. je zbacio svog djeda Ivana V. s prijestolja, uz pomoć vojnih snaga sultana Bajazida I. (1389. – 1402.). Međutim, svrgnutom caru je opet je priskočio u pomoć mlađi sin Manuel II. koji je vratio oca na vlast. Već sljedeće godine ostarjeli car je umro, a nasljedio ga je sin Manuel II. (1391. – 1425.).

## Obitelj
Ivan V. Paleolog bio je u braku s Helenom Kantakuzenom s kojom je imao petero djece:
- Andronik IV.
- Mihajlo II.
- Mihajlo
- Teodor I.
- Irena